# Homeyra

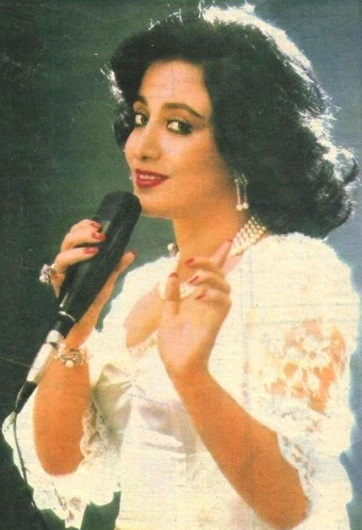
Homeyra

Parvaneh Amir-Afshari (persisch پروانه اميرافشاری, DMG Parwāne Amīr-Afšārī; geboren am 17. März 1945 in Teheran), besser bekannt unter ihrem Künstlernamen Homeyra (persisch حميرا, DMG Ḥomairā; von arabisch الحميراء, DMG al-ḥumairā’ ‚die kleine Rote‘), ist eine iranische Sängerin. Sie wurde bereits in den späten 1960er Jahren als Sängerin der klassischen iranischen Musik landesweit berühmt und sang in den frühen 1970er Jahren auch populäre iranische Lieder. Laut ihrem Lehrer Ali Tajvidi reicht ihre Stimme von Alt bis Sopran. Nach über einem halben Jahrhundert musikalischer Tätigkeit ist sie nach wie vor beim iranischen Volk eine beliebte Sängerin.

## Leben
Parvaneh Amir-Afshari wurde in eine iranische Adelsfamilie in Teheran geboren. Ihre Familie stammt von iranischen Aserbaidschanern ab.
In Homeyras Kindheit waren bei Festen in ihrem Elternhaus neben einflussreichen Persönlichkeiten aus der Regierung berühmte Musiker der damaligen Zeit, wie Rouhangiz, Gholam Hossein Banan, Moluk Zarabi und andere, eingeladen, was bei ihr den Wunsch weckte, Sängerin zu werden.
Gegen den anfänglichen Willen ihres Vaters begann sie ihre musikalische Ausbildung bei ihrem Lehrer Ali Tajvidi. Für die ersten Auftritte im Alter von 19 Jahren beim Rundfunk legte sie sich das Pseudonym Homeyra zu. 
Nach der Revolution 1979 blieb Homeyra noch drei Jahre in Iran. Dann floh sie zunächst über Afghanistan nach Pakistan und gelangte später über Spanien und einem Aufenthalt in Costa Rica nach Kalifornien.

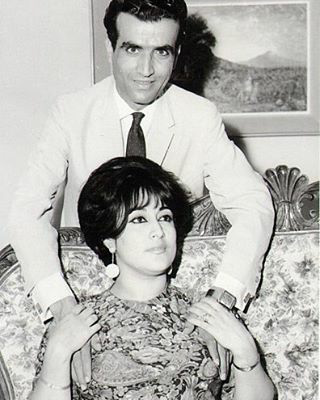
Homeyra und Parviz Yahaghi

Als Teenager heiratete Homeyra den Sohn eines iranischen Geschäftsmanns. Die Schwiegereltern ermutigten sie, professionell zu singen. Die Ehe dauerte sechs Jahre.  Homeyras zweite Ehe war mit dem iranischen Musiker Parviz Yahaghi. In dieser Zeit sang sie Lieder mit Kompositionen von Parviz Yahaghi und Texten von Bijan Targhi, einem Freund der Familie.

## Diskografie

### Singles (Auswahl)
- Alame Eshgh
- Hamzaboonam Bash
- Darya Kanar
- Khaterat Shomal